# 克里斯蒂安·惠更斯
克里斯蒂安·惠更斯（荷蘭語：Christiaan Huygens，1629年4月14日—1695年7月8日），又译海更士、海更斯，荷兰物理学家、天文学家、工程师、发明家与数学家，是17世纪科学革命的关键人物。
作为物理学家，惠更斯建立了向心力定律，提出了动量守恒原理与惠更斯原理，在光学、力学领域做出了开创性的贡献；作为天文学家，惠更斯发现了土卫六、猎户座大星云、火星極冠与土星環；作为工程师与发明家，惠更斯改进了望远镜的设计，发明了摆钟与火药发动机（内燃机的雏形）；作为数学家，惠更斯发展了渐屈线理论，提出了单摆周期公式，并被认为是概率论的奠基者。

## 生平
惠更斯于1629年4月14日出生在海牙，是家中的第二个儿子。其父康斯坦丁‧惠更斯为外交官，是数学家笛卡尔、梅森和詩人多恩的朋友，家境富裕。其母为苏珊娜·范巴尔勒，1627年4月6日与其父结婚，1637年去世。惠更斯幼年在家接受私人家教，16岁后跟隨哥哥进入莱顿大学学习法律与数学，两年后又转到布雷达的奥兰治学院（Oranjecollege）继续学习。学生时代他接受过笛卡尔的指导。1651年发表了第一篇论文，内容为求解曲线所围区域的面积。1655年成为法学博士，1663年成为英国皇家学会会员，1666年成为荷兰科学院院士，同一年在路易十四的邀请下成为法国皇家科学院院士。利用1672年竣工的巴黎天文台，他進一步进行了多次天文觀測。 
1672年，惠更斯與萊布尼茲結識，並指導後者學習數學。 萊布尼茲對此極為感激，兩人維持了一輩子的友誼。
1678年他介绍荷兰数学家和物理学家尼古拉斯·哈特苏克認識了法國科學家如尼古拉·马勒伯朗士和乔瓦尼·多梅尼科·卡西尼。1684年，他出版了《Astroscopia Compendiaria》，介绍了他新发明的空中望远镜。
1681年，惠更斯在罹患重病後搬回海牙。他試圖在1685年返回法國，但南特敕令的废止使他未能返回。
1689年，惠更斯在讀過《原理》後造訪英國，並出席了皇家學會的會議。他和牛頓在會議上討論了重力與冰洲石的雙折射現象。
1695年7月8日，惠更斯死於海牙，被埋葬在圣雅各堂。
惠更斯终生未婚。

## 成就
惠更斯一生研究成果丰富，在多个领域都有所建树，许多重要著作是在他逝世后才发表的，《惠更斯全集》（Oeuvres complètes de Christiaan Huygens）共有22卷，由荷兰科学院编辑出版。

### 数学
在布萊茲·帕斯卡鼓勵他之後，惠更斯1657年发表了《论赌博中的计算》（De Ratiociniis in Ludo Aleae），被认为是概率论诞生的标志。同时对二次曲线、复杂曲线、悬链线、曳物线、对数螺线等平面曲线都有所研究。发现了摆线也是最速降线。

### 物理学

#### 力學
- 在《摆式时钟或用于时钟上的摆的运动的几何证明》、《摆钟论》等论文中提出了钟摆摆动周期的公式：{\displaystyle T=2\pi {\sqrt[{}]{\frac {\ell }{g}}}}。1656年设计并制造出了利用摆取代重力齿轮的摆钟。
- 研究了完全弹性碰撞，证明了碰撞前后能量和动量的守恒。研究成果在其死后发表于《论物体的碰撞运动》一文中。

#### 光學
- 创立了光的波动说，把以太作为光传播的介质[15]，在《光论》一书中提出了惠更斯原理。[16]解释了冰洲石的双折射现象。[17]

#### 熱學
- 他还和虎克共同测定了温度表的固定点，即冰点和沸点。[來源請求]

### 天文学
惠更斯研究了透镜的相关物理原理，并发明了惠更斯目镜。1655年惠更斯提出，土星被一個堅硬的環圍住，一個薄又扁，向黃道傾斜的環。他用自製的折射望遠鏡，首次發現了土星的衛星——土卫六，同年，惠更斯觀察到了猎户座大星云並將它畫了下來。1659年，他的畫被公佈在Systema Saturnium裡。同年利用自己磨制的望远镜，发现了土星的光环。
他用他的現代望遠鏡成功地把星雲分成不同的恆星。惠更斯並發現了幾個星雲和一些雙星。

## 外星生物
惠更斯相信外星生命的存在。1695年，他在過世前完成著作《Cosmotheoros》，惠更斯談論關於他對外星生物的想法。惠更斯覺得其他星球的生物和地球上的生物極為相似。他認為外星生物需要可用的液態水，因此水的性質會因星球之間的差別而不同，像是地球上的水在木星會迅速結冰，而在金星上則會蒸發。惠更斯甚至提及在木星和火星表面上的亮點和令人注意的暗處。他的解釋只成立於有水和冰的星球。

## 紀念
- 惠更斯號：登陸在土星衛星土衛六上，是卡西尼-惠更斯號的一部份。
- 小行星2801（惠更斯）：位於木星與火星之間小行星帶的小行星。
- 惠更斯：一個火星上的隕石坑。
- 惠更斯山：是在月球亞平寧山脈上的一座山。
- 惠更斯軟件（暫譯）：是指一種顯微鏡圖像處理包。
- 惠更斯目鏡：一種可以修正色差的目鏡。
- 惠更斯－菲涅耳原理：用一個簡單的模型，研究波傳播的問題。
- 惠更斯小波：是純量繞射的數學基礎。
- W.I.S.V.惠更斯：位於代爾夫特理工大學的荷蘭研究協會，從事數學和電腦科學的研究。
- 惠更斯實驗室：總部位於荷蘭萊頓大學物理系。
- 惠更斯超級電腦：位於荷蘭阿姆斯特丹SARA的國家超級電腦。
- 惠更斯建築：位於荷蘭諾德群克，首先被建造在太空商業公園的對面ESTEC。
- 惠更斯建築：位於荷蘭奈梅亨，Radboud大學科學系的主要建築之一。

### 書目
- Bell, A. E. . Lonbdon: Edward Arnold & Co. 1950.
- Huygens, Christiaan. . 由Thompson, Silvanus P.翻译. London: Macmillan. 1912 [1690].
- Huygens, Christiaan. Société Hollandaise des Sciences , 编.  7. Holland: La Haye, M. Nijhoff. 1897  [2024-08-05]. （原始内容存档于2025-02-21）.
- Nadler, Steven. . New York: Farrar, Straus and Giroux. 2008. ISBN 9780691145310.
- Turnbull, Herbert W. (编).  3. London: Cambridge University Press. 1961.

### 引用
1. ↑  I. Bernard Cohen; George E. Smith. . Cambridge University Press. 25 April 2002: 69  [15 May 2013]. ISBN 978-0-521-65696-2. （原始内容存档于2020-09-16）.
2. ↑  Niccolò Guicciardini. . MIT Press. 2009: 344  [15 May 2013]. ISBN 978-0-262-01317-8. （原始内容存档于2020-09-16）.
3. ↑  Bell 1950，第17頁.
4. ↑  .   [2009-07-19]. （原始内容存档于2017-07-03）.
5. ↑  Bell 1950，第19-20頁.
6. ↑  Bell 1950，第25頁.
7. ↑  .   [2009-07-19]. （原始内容存档于2009-04-11）.
8. ↑  Bell 1950，第69頁.
9. ↑  Nadler 2008，第17-18頁.
10. ↑  Huygens 1897，第244頁.
11. ↑  Turnbell 1961，第31-32頁.
12. ↑  . GroteKerkDenHaag.nl.   [2010-06-13]. （原始内容存档于2017-07-20） （荷兰语）.
13. ↑  .   [2009-07-19]. （原始内容存档于2011-05-28）.
14. ↑  .   [2009-07-19]. （原始内容存档于2009-11-24）.
15. ↑  Huygens 1912，第15-16頁.
16. ↑  Huygens 1912，第19頁.
17. ↑  Huygens 1912，第61-62, 91-95頁.
18. ↑  .   [2009-07-19]. （原始内容存档于2013-10-05）.
19. ↑  .   [2009-07-19]. （原始内容存档于2010-04-21）.
20. ↑  土星光环 （页面存档备份，存于）

## 外部連結
- Christiaan Huygens的作品  - 古騰堡計劃
  - Treatise on Light（页面存档备份，存于） translated into English by Silvanus P. Thompson, Project Gutenberg etext.
- De Ratiociniis in Ludo Aleae or The Value of all Chances in Games of Fortune, 1657 （页面存档备份，存于） Christiaan Huygens' book on probability theory. An English translation published in 1714. Text pdf file.
- Horologium oscillatorium（German translation, pub. 1913）on the pendulum clock
- ΚΟΣΜΟΘΕΩΡΟΣ （页面存档备份，存于） (Cosmotheoros). (English translation of Latin, pub. 1698; subtitled The celestial worlds discover'd: or, Conjectures concerning the inhabitants, plants and productions of the worlds in the planets.)
- Traité de la lumière（页面存档备份，存于） or Treatise on light（English translation, pub. 1912 and again in 1962）
- Systema Saturnium 1659 text （页面存档备份，存于） a digital edition of Smithsonian Libraries
- On Centrifugal Force （页面存档备份，存于）（1703）
- Huygens' work at WorldCat （页面存档备份，存于）
- Christiaan Huygens biography and achievements （页面存档备份，存于）
- Portraits of Christiaan Huygens （页面存档备份，存于）

### 介紹
- Huygensmuseum Hofwijck in Voorburg, Netherlands, where Huygens lived and worked.
- Huygens Clocks （页面存档备份，存于） exhibition from the Science Museum, London
- LeidenUniv.nl, Exhibition on Huygens in University Library Leiden （荷兰文）

### 其他
- 約翰·J·奧康納; 埃德蒙·F·羅伯遜, ,  （英语）
- Huygens and music theory Huygens–Fokker Foundation—on Huygens' 31 equal temperament and how it has been used
- Christiaan Huygens on the 25 Dutch Guilder banknote of the 1950s.（页面存档备份，存于）
- 克里斯蒂安·惠更斯在數學譜系計畫的資料。
- How to pronounce "Huygens"